# Komm schon!
Komm schon!, auch Bis einer kommt, ist eine deutsche Comedyserie des ZDF aus dem Jahr 2015.

## Produktion
In der ersten Folge Jens und der dritten Jana & Christoph führte Nathan Nill Regie, in der zweiten Vera und Michael und vierten Annette und Oliver Esther Bialas. Lena Krumkamp verfasste das Drehbuch. Der Kameramann war Peter Drittenpreis. Nina Müller und Max Schneider waren für die Musik zuständig.

## Besetzung
| Schauspieler             | Rolle                    | Episoden   |
| ------------------------ | ------------------------ | ---------- |
| Marlene Morreis          | Dr. Anette Lütjen        | 1–4        |
| Thomas Niehaus           | Oliver Fricke            | 1–4        |
| Victoria Trauttmansdorff | Susann Lütjen            | 1–4        |
| Anton Pampushnyy         | Marc                     | 1–4        |
| Ole Fischer              | Jens                     | 1, 3 und 4 |
| Katja Danowski           | Vera Frenzlau-Schmidt    | 2 und 4    |
| Samuel Weiss             | Michael Schmidt-Frenzlau | 2 und 4    |
| Gabor Biedermann         | Christoph Kupper         | 3          |
| Lisa Hagmeister          | Jana Karstens            | 3          |
| Johanna Dost             | Martina Stötzke          | 2 und 3    |
| Ole Schloßhauer          | Hundetrainer             | 2 und 3    |
| Annika Martens           | Studentin                | 2          |
| Christian R. Meyer       | Student                  | 2          |
| Elga Schütz              | Frau Jahnke              | 2          |
| Christoph Tomanek        | Hunde-Spasti             | 2          |
| Wolf-Dietrich Sprenger   | Spaziergänger            | 3          |
| Katinka Auberger         | Tanja                    | 4          |
| Jan Georg Schütte        | Gerd                     | 4          |
| Maik Solbach             | Seminarleiter            | 4          |

## Handlung
- Jens (5. November 2015):

Die etwas neurotische Sexualtherapeutin Anette baut gerade eine eigene Praxis auf. Ihr eigenes Sexualleben funktioniert allerdings nicht so recht. Ihr Freund Oliver bevorzugt Selbstbefriedigung, weil Anette alles analysiere. Dann zieht auch noch Anettes Mutter Susann zu ihnen und ernennt sich selbst zu ihrer Sprechstundenhilfe.
Jens ist ein Frotteur. Er empfindet sexuelle Erregung, indem er sich im Bus an weiblichen Fahrgästen reibt.
In der Körpertherapie versucht Anette sich zu entspannen, wird aber vom Übungsleiter Marc bedrängt. Des Weiteren beschließt ihre Mutter auch dorthin mitzukommen.
- Vera und Michael (12. November 2015)

Weil Susann sich in alles einmischt, kratzt ihre Anwesenheit an Olivers Selbstwertgefühl, und auch Anette ist genervt von ihrer Mutter. Daher freut er sich auf den Familienzuwachs, Hund Dagmar, von der er aber letztlich nicht so begeistert ist, weil sie nicht auf ihn hört.
Vera und Michael sind ein Paar, das nicht miteinander im Bett zurechtkommt, obwohl sie viel füreinander empfinden.
- Jana und Christoph (19. November 2015)

Jana ist eine Asperger-Autistin. Daher ist die Kommunikation mit ihrem Freund Christoph schwierig. Anette schlägt vor, sie sollten ihre jeweiligen Wünsche bzw. Gefühle auf Karten festlegen, um sie dem jeweils anderen besser zu vermitteln.
Oliver hat beim Geburtstagsumtrunk einer Mitarbeiterin fast Sex mit ihr. Als er Anette das gesteht, fühlt sie sich von der Situation überfordert.
Jens wird verhaftet, da sich eine Mitstudentin sexuell belästigt fühlt.
- Anette und Oliver (26. November 2015)

Vera und Michael laden einen Mann, Gerd, zu einem Dreier ein. Vera ist mit der Situation sehr unzufrieden, weil Michael, der anfangs unsicher ist, ihr zu dominant war und sie dadurch zu wenig Aufmerksamkeit bekommen habe. Oliver reist zu einer Messe nach Darmstadt ab. Jens geht mit Anette zu einem Weinseminar, um seine Kommunikationsfähigkeit zu verbessern. Dabei lernt er eine Frau kennen und nimmt sie mit nach Hause. Dort springt sie vom Balkon des ersten Stocks. Anette geht unterdessen deprimiert zu Marc und belästigt ihn sexuell.

## Soundtrack
Der Soundtrack der Serie enthält vier Titel.
- Tiny Dancer – Poems for Jamiro – (Dauer: 3:34 Minuten)
- Tiny Dancer (feat. Poems for Jamiro) – Ari Hest – (Dauer: 3:32 Minuten)
- Tiny Dancer (Instrumental Version) – Poems for Jamiro – (Dauer: 3:34 Minuten)
- Clash Pour Toi – Commere & Berger – (Dauer: 3:09 Minuten)

Bei dem Song Tiny Dancer von Poems for Jamiro handelt es sich außerdem um die Titelmelodie.

## Auszeichnungen

### Nominiert
Grimme-Preis 2016: Fiktion Innovation
Günter-Strack-Fernsehpreis 2016: Ole Fischer als Bester Nachwuchsschauspieler
Studio Hamburg Nachwuchspreis 2016: Ole Fischer als Bester Nachwuchsschauspieler